# Павленко Едуард Іванович
Едуа́рд Іва́нович Павле́нко (нар. 14 жовтня 1947, м. Сімферополь, Україна) — депутат ВР України, член фракції Партії регіонів (з 11.2007), член Комітету з питань прав людини, національних меншин і міжнаціональних відносин (з 12.2007), голова підкомітету з питань прав людини (з 01.2008).

## Життєпис
Народився 14 жовтня 1947 (м. Сімферополь) в сім'ї службовців; рос.; дружина Наталія Іванівна (1950) — пенс.; син Олег (1971); дочка Олена (1975).

#### Освіта
Севастопольський приладобудівний інститут (1975—1981), інженер-електрик, «Автоматика і телемеханіка».

## Політична діяльність
Народний депутат України 6-го скликання з листопада 2007 від Партії регіонів, № 50 в списку. На час виборів: нар. деп. України, член ПР.
Народний депутат України 5-го скликання з квітня 2006 по листопад 2007 від Партії регіонів, № 50 в списку. На час виборів: представник Уповноваженого ВР України з прав людини, б/п. 1-й заступник голови Комітету з питань прав людини, національних меншин і міжнаціональних відносин (з 07.2006), член фракції Партії регіонів (з 05.2006).
03.1998 — кандидат в народні депутати України, виборчий округ№ 1, АР Крим. З'яв. 59.6 %, за 0.6 %, 18 місце з 22 прет. На час виборів: нар. деп. України.
Народний депутат України 2-го скликання з серпня 1994 (2-й тур) до 04.1998, Центр. виборчий округ № 27, Респ. Крим, висун. КПУ. член Комітету з питань прав людини, нац. меншин і міжнац. відносин. член деп. фракції комуністів. На час виборів: заступник начальника вироб. ОП «Пневматика»; член КПУ., з'яв. 53.06 %, за 79.36 %.
1966—1969 рр. — служба в армії. З 1969 р. — електрик, ст. електрик, секр. Комітету комсомолу, секр. парткому, завод «Продмаш» ім. Куйбишева, м. Сімферополь. 1984—1988 — начальник бюра тех. обладнання і ремонту, Сімфероп. електротех. завод. 1988—1994 — заступник начальника виробництва, Сімфероп. ВО «Пневматика». 1999—2006 — представник Уповноваженого ВР України з прав людини.
Був членом КПУ (з 1974).